# ПГО-7В
ПГО-7В (індекс ГРАУ 1ОП19-1) — радянський оптичний приціл розроблений ЦКБ «Точприбор» (Новосибірськ) для підвищення точності вогню з ручних гранатометів РПГ-7 і РПГ-7Д. Головний конструктор Н. В. Хоменко.

## Конструкція

Сітка оптичного прицілу ПГО-7В
1 — шкала прицілу, 2 — шкала бокових поправок, 3 — далекомірна шкала

Являє собою сукупність оптичних елементів з призменною системою обертання, що розміщена всередині металевого корпусу. Щоб уникнути запотівання лінз, корпус загерметизований і заповнений сухим азотом. У конструкції прицілу є система підсвічування сітки та далекомірна шкала, крім цього передбачена можливість введення бокових поправок та поправок на дальність. У комплект постачання входить набір додаткових кольорових світлофільтрів.

### Сітка прицілу
Прицільна сітка складається з:
1. Шкали прицілу (горизонтальні лінії). Ціна поділки шкали прицілу — 100 метрів, шкали бокових поправок — 0-10 (10 тисячних). Межі шкали прицілу — від 200 до 500 метрів. Поділки (лінії) шкали прицілу позначені ліворуч цифрами 2, 3, 4, 5, які відповідають дальностям стрільби у сотнях метрів (200, 300, 400, 500 м).
2. Шкали бокових поправок (вертикальні лінії). Поділки (лінії) шкали бокових поправок позначені знизу (ліворуч і праворуч від центральної лінії) цифрами 1, 2, 3, 4, 5. Відстань між двома вертикальними лініями відповідає десяти тисячним (0-10).
3. Дальномірної шкали (суцільна горизонтальна та крива пунктирні лінії), що розрахована на висоту цілі 2,7 метра. Лінія шкали відповідає дальності 300 м, і центральна лінія шкали бокових поправок зроблені подвійними для полегшення вибору необхідних поділок при прицілюванні. Крім того, центральна лінія продовжена нижче шкали прицілу для виявлення бокового нахилу гранатомета.

## Характеристики
- Збільшення оптичного прицілу — 2,7х
- Поле зору — 13°
- Віддалення вихідної зіниці — 27 мм
- Діаметр вихідної зіниці — 4,5 мм
- Габаритні розміри — 140×180×62 мм
- Вага прицілу — 0,5 кг
- Вага прицілу з комплектом ЗІП і чохлом — 0,95 кг
- Температурний діапазон застосування — -50 °C / +50°C[2]

## Варіанти
ПГО-7В2 — для гранатометів РПГ-7Д1, РПГ-7В
ПГО-7В3 — для гранатометів РПГ-7ВП, РПГ-7В1, РПГ-7В2
1П38 — для гранатомета РПГ-29Н (також використовується приціл 1ПН110)

## Бойове використання

### Російське вторгнення в Україну
Головне управління розвідки Міністерства оборони України, після знищення колони Росгвардії поблизу селища Димер, Київської області, виявлило, що перед вторгненням до України військовослужбовцям 748 окремого батальйону оперативного призначення військ Росгвардії (м. Хабаровськ) були видані, зокрема, приціли гранатометні оптичні ПГО-7В.